# Cantó d'Ardres
El cantó d'Ardres és un cantó francès del departament del Pas de Calais, situat al districte de Saint-Omer. Té 22 municipis i el cap és Ardres.

## Municipis
- Ardres
- Audrehem
- Autingues
- Balinghem
- Bayenghem-lès-Éperlecques
- Bonningues-lès-Ardres
- Brêmes
- Clerques
- Journy
- Landrethun-lès-Ardres
- Louches
- Mentque-Nortbécourt
- Muncq-Nieurlet
- Nielles-lès-Ardres
- Nordausques
- Nort-Leulinghem
- Rebergues
- Recques-sur-Hem
- Rodelinghem
- Éperlecques
- Tournehem-sur-la-Hem
- Zouafques

## Història
| Data d'elecció                           | Identitat          | Partit                         | Qualitat |
| ---------------------------------------- | ------------------ | ------------------------------ | -------- |
| 1945-1961                                | Gaston Déclemy     | Divers droite, després radical |          |
| 1961-1992                                | Albert Stoclin     | Divers droite, després UDF     |          |
| 1992-2011                                | Bernard Carpentier | UDF, després UMP               |          |
| 2011-                                    | Ludovic Loquet     | MRC                            |          |
| les dades anteriors no són pas conegudes |                    |                                |          |
|                                          |                    |                                |          |

## Demografia
| A partir de 1990: Població sense dobles comptes |